# Hämelhausen
Hämelhausen – miejscowość i gmina w Niemczech w kraju związkowym Dolna Saksonia, w powiecie Nienburg (Weser), wchodzi w skład gminy zbiorowej Grafschaft Hoya.
Do 31 grudnia 2010 wchodziła w skład gminy zbiorowej Eystrup.